# Wilkes 320 1962
Wilkes 320 1962 var ett stockcarlopp ingående i Nascar Grand National Series (nuvarande Nascar Cup Series) som kördes 30 september 1962 på den 0,625 mile (1005,84 meter) långa ovalbanan North Wilkesboro Speedway i North Wilkesboro, North Carolina. Totalt avverkades 200 miles (321,868 km) fördelat på 320 varv. Banunderlaget var asfalt. Loppet vanns av Richard Petty i en Plymouth på tiden 2:19.14 körande för Petty Enterprises. Pettys snitthastighet uppgick till 86,186 mph. Det var Pettys 13:e vinst av totalt 200 i karriären. Prispotten uppgick till 10 960 dollar, varav 2 500 dollar gick till segraren.

## Resultat
| Plc     | Nr | Förare           | Team/ bilägare        | Konstruktör | Start | Varv | Ledda varv |
| ------- | -- | ---------------- | --------------------- | ----------- | ----- | ---- | ---------- |
| 1       | 43 | Richard Petty    | Petty Enterprises     | Plymouth    | 5     | 320  | 160        |
| 2       | 21 | Marvin Panch     | Wood Brothers Racing  | Ford        | 3     | 320  | 0          |
| 3       | 8  | Joe Weatherly    | Bud Moore Engineering | Pontiac     | 9     | 320  | 0          |
| 4       | 27 | Junior Johnson   | Rex Lovette           | Pontiac     | 7     | 319  | 36         |
| 5       | 41 | Jim Paschal      | Petty Enterprises     | Plymouth    | 4     | 319  | 0          |
| 6       | 28 | Fred Lorenzen    | Holman Moody          | Ford        | 1     | 318  | 124        |
| 7       | 29 | Nelson Stacy     | Holman Moody          | Ford        | 2     | 318  | 0          |
| 8       | 4  | Rex White        | Rex White             | Chevrolet   | 11    | 318  | 0          |
| 9       | 46 | Johnny Allen     | Fred Lovette          | Pontiac     | 6     | 318  | 0          |
| 10      | 54 | Jimmy Pardue     | Jimmy Pardue          | Pontiac     | 15    | 316  | 0          |
| 11      | 11 | Ned Jarrett      | B.G. Holloway         | Chevrolet   | 12    | 315  | 0          |
| 12      | 26 | Darel Dieringer  | Mamie Reynolds        | Ford        | 13    | 315  | 0          |
| 13      | 47 | Jack Smith       | Jack Smith            | Pontiac     | 30    | 314  | 0          |
| 14      | 66 | Larry Frank      | Ratus Walters         | Ford        | 20    | 314  | 0          |
| 15      | 49 | Bob Welborn      | J.C. Parker           | Pontiac     | 14    | 313  | 0          |
| 16      | 36 | Larry Thomas     | Wade Younts           | Dodge       | 19    | 309  | 0          |
| 17      | 91 | Gary Sain        | Bob Osiecki           | Dodge       | 21    | 299  | 0          |
| 18      | 1  | George Green     | Jess Potter           | Chevrolet   | 22    | 296  | 0          |
| 19      | 48 | G.C. Spencer     | GC Spencer Racing     | Chevrolet   | 17    | 294  | 0          |
| 20      | 19 | Herman Beam      | Herman Beam           | Ford        | 23    | 288  | 0          |
| 21      | 62 | Curtis Crader    | Curtis Crader         | Mercury     | 25    | 258  | 0          |
| 22      | 37 | Tom Cox          | i.u.                  | Chevrolet   | 28    | 208  | 0          |
| 23      | 86 | Buddy Baker      | Buck Baker Racing     | Chrysler    | 18    | 203  | 0          |
| 24      | 61 | Sherman Utsman   | Sherman Utsman        | Ford        | 16    | 176  | 0          |
| 25      | 58 | Tiny Lund        | Fred Clark            | Chevrolet   | 26    | 167  | 0          |
| 26      | 2  | Bill Foster      | Cliff Stewart Racing  | Pontiac     | 24    | 166  | 0          |
| 27      | 87 | Buck Baker       | Buck Baker Racing     | Chrysler    | 10    | 137  | 0          |
| 28      | 34 | Wendell Scott    | Scott Racing          | Chevrolet   | 31    | 110  | 0          |
| 29      | 22 | Fireball Roberts | Jim Stephens          | Pontiac     | 8     | 75   | 0          |
| 30      | 50 | Bobby Waddell    | Bobby Waddell         | Dodge       | 27    | 53   | 0          |
| 31      | 5  | George Fox       | Bobby Waddell         | Dodge       | 29    | 3    | 0          |
| Källor: |    |                  |                       |             |       |      |            |